# 银边翠
银边翠（学名：Euphorbia marginata）亦称高山积雪或初雪草，是大戟科大戟属植物。

## 形态
一年生草本，全株绿白色。茎直立；卵圆形至长椭圆形全缘叶，叶无柄，茎顶端叶轮生，边缘白色至全部白色。成丛栽植时，远望似积雪。

## 分布
原产北美洲，现中国大陆大多数省区均有栽培，种子繁殖，一般生长在植物园以及公园等处。

## 外部連結
- 銀邊翠, Yinbiancui （页面存档备份，存于） 藥用植物圖像數據庫 (香港浸會大學中醫藥學院) （繁體中文）（英文）